# Природни простор око непокретног културног добра комплекс Јашуњских манастира Св. Јована и Св. Богородице
Природни простор око непокретног културног добра комплекс Јашуњских манастира Св. Јована и Св. Богородице је заштићено природно добро проглашено 1989. године на територији општине Лесковац и обухвата непосредну природну околину Јашуњских манастира Св. Јована и Св. Богородице.

## Простор
Непосредна околина комплекса Јашуњских манастира Св. Јована и Св. Богородице заштићена је законом као природно добро, природни простор око непокретног културног добра. Уз то манастири су категорисани као споменици културе од великог значаја. Налазе се на југозападним падинама Бабичке горе, у близини Ниша и Лесковца. Највиши врхови су Крива бука (1059 метара) и Терзина гарина (1020 метара). Манастир Светог Јована Крститеља лежи на 300 метара надморске висине, док је Манастир Ваведења Пресвете Богородице на 700 метара надморске висине. Површина заштићеног простора износи 188,27 хектара и административно припада територији општине Лесковац.

## Категорија заштићеног подручја
Манастири и њихова околина заштићени су 1989. године. Подигнути су у време турске власти, крајем 15. и почетком 16. века. Широј јавности су мање познати услед мање писаних извора и до скоро одсуства асфалтне саобраћајнице. У границама природног добра налази се археолошки локалитет „Градиште” и неколико воденица.

## Биљни и животињски свет
Бабичка гора припада Родопском планинском систему па су најзаступљеније шумске заједнице храста и букве. Међутим услед деградације подигнуте су вештачке састојине јавора, багрема, црног и белог бора, као и воћњаци и њиве. Сладуново-церове шуме се највише јављају око манастира. Букове шуме се налазе на ширем подручју, а вештачки подигнуте састојине има на више локалитета. Ливада и њива има такође на појединим деловима планине. Теренским истраживањима утврђено је присуство 175 биљних врста, од којих је једанаест ретких и налазе се на прелиминарној Црвеној листи флоре Србије. Седам врста орхидеја су обухваћене Конвенцијом о међународном промету угрожених врста дивље флоре и фауне.
Фауна водоземаца и гмизаваца испитивана је 1908. године када је забележено шест врста водоземаца и четири врста гмизаваца. У околини манастира Светог Јована Крститеља забележено је неколико јединки жутотрбног мукача, а на осталим местима велика млади смук, зидни гуштер, зелембаћ, корњача, зелена крастава жаба, даждевњак и други. Фауну птица чини деведесет и једна врста и једанаест врста сисара. Сматра се да је број присутних врста птица већи, поготово гнездарица. Фауну птица чине јастреб осичар, јастреб кокошар, обична зеба, батокљун, конопљарка, чижак, зелентарка, дивљи голуб, сиви соко, препелица, грлица, гугутка, ћук и друге. Од сисара заступљени су зец, веверица, сиви пух, лисица, вук, медвед, куна белица, јазавац, дивља свиња, дивља мачка и други.